# Alfonso Polanco
Alfonso Polanco Rebolleda (Palencia, 29 de diciembre de 1967) es un político español del Partido Popular. Fue alcalde de Palencia desde junio de 2011 hasta junio de 2019.

## Biografía

### Formación
Es licenciado en Ciencias Económicas y Empresariales por la Universidad de Valladolid, especializándose como técnico de auditoría y contabilidad del Ministerio de Hacienda y trabajando como funcionario del Estado. 
Ocupó varios cargos técnicos dentro de la Junta de Castilla y León. En concreto, fue director de Gestión de los centros hospitalarios de Ávila y Benavente (Zamora) (1992-1997) y posteriormente, Jefe de Atención a Personas Mayores de la Consejería de Sanidad y Bienestar Social de la Junta de Castilla y León.

### Alcalde de Palencia
En 2011 Alfonso Polanco se presentó como candidato por el Partido Popular a la alcaldía de Palencia después de varios años siendo uno de los concejales en la oposición. La lista que él encabezaba consiguió la mayoría absoluta en el consistorio con 21.335 votos y catorce concejales, desplazando de la alcaldía a Heliodoro Gallego (PSOE) tras dieciséis años no consecutivos.
En las elecciones municipales de 2015 en Palencia, Alfonso Polanco ganó de nuevo las elecciones con diez concejales y revalidó su puesto al frente del consistorio palentino.
Tras las elecciones municipales de 2019 en la capital palentina, el candidato de Ciudadanos, Mario Simón Martín consiguió hacerse con la alcaldía de Palencia al contar con el apoyo de Partido Popular y Vox (trece concejales), frente a la política socialista Miriam Andrés, que contó con el apoyo de Unidas Podemos (once concejales).